# Aartsbisdom Capua
Het aartsbisdom Capua (Latijn: Archidioecesis Capuana; Italiaans: Arcidiocesi di Capua) is een in Italië gelegen rooms-katholiek aartsbisdom met zetel in de stad Capua. Het aartsbisdom behoort tot de kerkprovincie Napels, en is, samen met het aartsbisdom Sorrento-Castellammare di Stabia, de bisdommen Acerra, Alife-Caiazzo, Aversa, Caserta, Ischia, Nola, Pozzuoli, Sessa Aurunca, Teano-Calvi en de territoriale prelatuur Pompeï, suffragaan aan het aartsbisdom Napels.
De zetel van het aartsbisdom is de basiliek-kathedraal van Capua.

## Geschiedenis
Het bisdom Capua werd in de 2e eeuw opgericht met als bisschopsstad het toenmalige Capua. Op 14 augustus 966 verhief paus Johannes XIII het bisdom Capua tot aartsbisdom onder druk van prins Pandulf I van Capua-Benevento en keizer Otto I. De bisdommen Atina, Aquino, Caiazzo, Calvi, Carinola, Caserta, Fondi, Gaeta, Isernia, Sessa Aurunca, Sora, Teano en Venafro werden suffragaan aan Capua. Op 30 april 1979 verloor Capua de status van metropool door de apostolische constitutie Quamquam Ecclesia. Capua werd toegevoegd aan de kerkprovincie Napels.

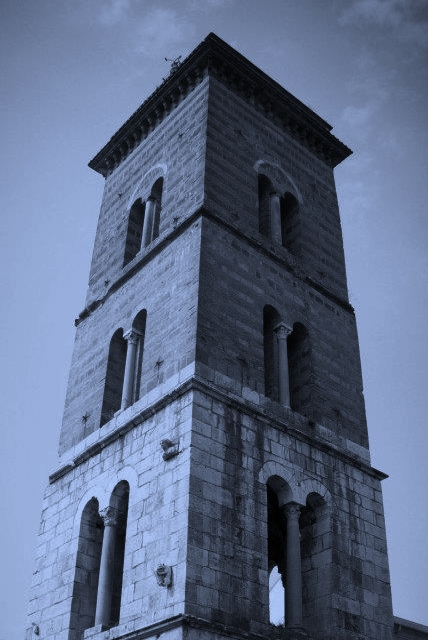
toren van de kathedraal
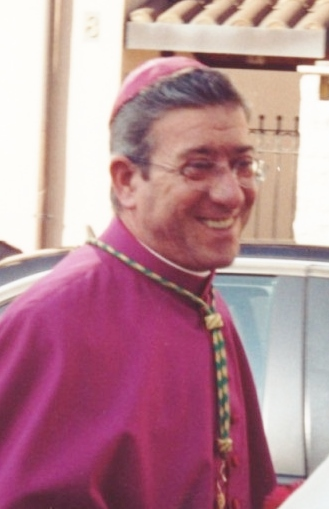
aartsbisschop Salvatore Visco